# 法国昆虫学会
法国昆虫学会（法語：Société entomologique de France）是世界上最古老的昆虫学会，于1832年在法国巴黎由18位巴黎昆虫学家成立其致力于昆虫研究。皮埃尔·安德烈·拉特雷耶为法国昆虫学会第一任荣誉主席，让·纪尧姆·奥迪内-塞维尔为第一任主席。